# Metoda współczynników nieoznaczonych
Metoda współczynników nieoznaczonych – zbiorcza nazwa heurystycznych metod całkowania nieoznaczonego, polegających na przewidywaniu ogólnej postaci funkcji pierwotnej (to znaczy postaci zawierającej ewentualnie pewne parametry liczbowe, czyli tzw. współczynniki nieoznaczone), a następnie dokładnego wyliczenia tych parametrów.

## Przykłady

### Całki funkcji wymiernych
Każdą funkcję wymierną można rozłożyć na sumę pewnego wielomianu
{\displaystyle W(x)=a_{n}x^{n}+\ldots +a_{1}x+a_{0}}
i skończonej liczby ułamków prostych, to znaczy ułamków postaci:
{\displaystyle {\frac {A_{i}}{(x-c_{i})^{k}}}\quad {}} oraz {\displaystyle {}\quad {\frac {B_{i}x+C_{i}}{(x^{2}+p_{i}x+q_{i})^{k}}},}
gdzie {\displaystyle a_{n},\dots ,a_{0},c_{i},A_{i},B_{i},C_{i},p_{i},q_{i}} są szukanymi liczbami rzeczywistymi, dla pewnej liczby naturalnej {\displaystyle m} oraz {\displaystyle 1\leqslant i\leqslant m.} Liczby te można wyznaczyć rozwiązując odpowiedni układ równań. Znając te liczby można sprowadzić całkowanie danej funkcji wymiernej do sumy takich całek, dla których metody całkowania są znane.

### Wydzielenie części wymiernej całki
Przypuśćmy, że dla funkcji wymiernej {\displaystyle {\frac {P(x)}{Q(x)}}} jej mianownik {\displaystyle Q} zawiera pierwiastki wielokrotne (mogą być zespolone) oraz stopień licznika jest mniejszy niż stopień mianownika.
Znajdujemy wielomian {\displaystyle Q_{1}} stosując algorytm Euklidesa:
{\displaystyle Q_{1}(x)=\mathrm {NWD} {\big (}Q(x),Q'(x){\big )}}
oraz wielomian {\displaystyle Q_{2}} z zależności:
{\displaystyle Q(x)=Q_{1}(x)Q_{2}(x).}
Zaletą tej metody jest to, że nie musimy znać rozkładu na czynniki wielomianów {\displaystyle Q,} {\displaystyle Q'.}
Wówczas zachodzi równość
{\displaystyle \int {\frac {P(x)}{Q(x)}}dx={\frac {P_{1}(x)}{Q_{1}(x)}}+\int {\frac {P_{2}(x)}{Q_{2}(x)}}dx,}
dla pewnych wielomianów {\displaystyle P_{1},} {\displaystyle P_{2}} spełniających
{\displaystyle \deg P_{1}(x)<\deg Q_{1}(x),\quad \deg P_{2}(x)<\deg Q_{2}(x).}
Przewidujemy współczynniki liczbowe wielomianów {\displaystyle P_{1},} {\displaystyle P_{2}} i znajdujemy je, rozwiązując poniższe równanie:
{\displaystyle {\frac {P(x)}{Q(x)}}=\left({\frac {P_{1}(x)}{Q_{1}(x)}}\right)'+{\frac {P_{2}(x)}{Q_{2}(x)}}.}
Gdy rozpiszemy powyższą równość to otrzymamy:
{\displaystyle P(x)=P_{1}'(x)Q_{2}(x)-P_{1}(x)H(x)+P_{2}(x)Q_{1}(x),}
gdzie {\displaystyle H(x)={\frac {Q_{2}(x)Q_{1}'(x)}{Q_{1}(x)}}.}
Można pokazać, że: {\displaystyle H(x)} zawsze będzie wielomianem

### Całki funkcji będących ilorazem wielomianu oraz pierwiastka z trójmianu kwadratowego
Całkowanie funkcji postaci
{\displaystyle {\frac {W_{n}(x)}{\sqrt {ax^{2}+bx+c}}},}
gdzie {\displaystyle W_{n}(x)} jest wielomianem stopnia {\displaystyle n,} można przeprowadzić używając tzw. wzoru Ostrogradskiego, będącego punktem wyjścia do zastosowania metody współczynników nieoznaczonych.

#### Wzór Ostrogradskiego
{\displaystyle \int {\frac {W_{n}(x)}{\sqrt {ax^{2}+bx+c}}}\mathrm {d} x=W_{n-1}(x){\sqrt {ax^{2}+bx+c}}+A\int {\frac {\mathrm {d} x}{\sqrt {ax^{2}+bx+c}}},}
gdzie {\displaystyle W_{n-1}(x)} jest pewnym wielomianem stopnia {\displaystyle n-1,} oraz {\displaystyle A} jest pewną liczbą. Metoda współczynników nieoznaczonych polega w tym przypadku na wyznaczeniu postaci wielomianu {\displaystyle W_{n-1}} oraz stałej {\displaystyle A.}